# Immanuel Quickley
Immanuel Jaylen Quickley (Havre de Grace, Maryland; 17 de junio de 1999) es un baloncestista estadounidense que pertenece a la plantilla de los Toronto Raptors de la NBA. Con 1,88 metros de estatura, juega en la posición de base.

## Trayectoria deportiva

### Universidad
Tras participar en su etapa de instituto en el prestigioso McDonald's All-American Game, jugó dos temporadas con los Wildcats de la Universidad de Kentucky, en la que promedió 10,1 puntos, 2,9 rebotes y 1,5 asistencias por partido. En su segunda temporada fue incluido en el mejor quinteto de la Southeastern Conference y elegido además Jugador del Año por los entrenadores de la conferencia.
Al término de su temporada sophomore, se declaró elegible para el Draft de la NBA, renunciando a los dos años de universidad que le quedaban.

#### Estadísticas
| Año     | Equipo   | PJ | PT | MPP  | %TC  | %3P  | %TL  | RPP | APP | ROB | TPP | PPP  |
| ------- | -------- | -- | -- | ---- | ---- | ---- | ---- | --- | --- | --- | --- | ---- |
| 2018–19 | Kentucky | 37 | 7  | 18.5 | .372 | .345 | .828 | 1.8 | 1.2 | .4  | .0  | 5.2  |
| 2019–20 | Kentucky | 30 | 20 | 33.0 | .417 | .428 | .923 | 4.2 | 1.9 | .9  | .1  | 16.1 |
| Total   | Total    | 67 | 27 | 25.0 | .403 | .397 | .895 | 2.9 | 1.5 | .6  | .1  | 10.1 |

### Profesional
Fue elegido en la vigésimo quinta posición del Draft de la NBA de 2020 por los Oklahoma City Thunder, pero sus derechos fueron traspasados esa misma noche a los New York Knicks. Debutó en la NBA el 23 de diciembre de 2020 ante Indiana Pacers anotando 5 puntos. El 24 de enero de 2021, anota 31 puntos ante Portland Trail Blazers.
En su segunda temporada en Nueva York, el 7 de marzo de 2022 ante Sacramento Kings anota 27 puntos. El 3 de abril ante Orlando Magic, registra su primer triple-doble con 20 puntos, 10 rebotes y 10 asistencias.
Durante su tercer año, el 5 de marzo de 2023, anota 38 puntos ante Boston Celtics. El 27 de marzo, consigue la máxima anotación de su carrera con 40 puntos ante Houston Rockets.
Durante su cuarta temporada en Nueva York, el 30 de diciembre de 2023, es traspasado junto a R. J. Barrett a Toronto Raptors, a cambio de OG Anunoby y Precious Achiuwa.

## Estadísticas de su carrera en la NBA

### Temporada regular
| Año     | Equipo   | PJ  | PT | MPP  | %TC  | %3P  | %TL  | RPP | APP | ROB | TPP | PPP  |
| ------- | -------- | --- | -- | ---- | ---- | ---- | ---- | --- | --- | --- | --- | ---- |
| 2020-21 | New York | 64  | 3  | 19.4 | .395 | .389 | .891 | 2.1 | 2.0 | .5  | .2  | 11.4 |
| 2021-22 | New York | 78  | 3  | 23.1 | .392 | .346 | .881 | 3.2 | 3.5 | .7  | .0  | 11.3 |
| 2022-23 | New York | 81  | 21 | 28.9 | .448 | .370 | .819 | 4.2 | 3.4 | 1.0 | .2  | 14.9 |
| 2023-24 | New York | 30  | 0  | 24.0 | .454 | .395 | .872 | 2.6 | 2.5 | .5  | .1  | 15.0 |
| 2023-24 | Toronto  | 38  | 38 | 33.3 | .422 | .395 | .841 | 4.8 | 6.8 | .9  | .2  | 18.6 |
| 2024-25 | Toronto  | 33  | 33 | 27.8 | .420 | .378 | .867 | 3.5 | 5.8 | .7  | .1  | 17.1 |
| Total   | Total    | 324 | 98 | 25.6 | .421 | .375 | .858 | 3.4 | 3.7 | .7  | .1  | 14.0 |

### Playoffs
| Año   | Equipo   | PJ | PT | MPP  | %TC  | %3P  | %TL  | RPP | APP | ROB | TPP | PPP |
| ----- | -------- | -- | -- | ---- | ---- | ---- | ---- | --- | --- | --- | --- | --- |
| 2021  | New York | 5  | 0  | 15.4 | .303 | .364 | .714 | 1.4 | 1.0 | .6  | .0  | 5.8 |
| 2023  | New York | 8  | 0  | 21.9 | .348 | .243 | .850 | 1.6 | 1.0 | .5  | .0  | 9.0 |
| Total | Total    | 13 | 0  | 19.4 | .333 | .271 | .815 | 1.5 | 1.0 | .5  | .0  | 7.8 |